# Javier López Carballo
Javier López Carballo, noto semplicemente come Javi López (La Orotava, 25 marzo 2002), è un calciatore spagnolo, difensore della Real Sociedad.

## Caratteristiche tecniche
È un terzino sinistro completo, bravo in entrambe le fasi e forte fisicamente.

## Carriera
Cresciuto nel settore giovanile dell'Alavés, ha esordito fra i professionisti il 21 giugno 2020 giocando da titolare l'incontro di Primera División perso 6-0 contro il Celta Vigo. A partire dalla stagione 2020-2021 è stato definitivamente promosso in prima squadra.
Il 21 luglio 2024 viene acquistato dalla Real Sociedad.

## Statistiche
Statistiche aggiornate all'8 novembre 2020.

### Presenze e reti nei club
| Stagione        | Squadra         | Campionato      | Campionato | Campionato | Coppe nazionali | Coppe nazionali | Coppe nazionali | Coppe continentali | Coppe continentali | Coppe continentali | Altre coppe | Altre coppe | Altre coppe | Totale | Totale | Totale |
| Stagione        | Squadra         | Comp            | Pres       | Reti       | Comp            | Pres            | Reti            | Comp               | Pres               | Reti               | Comp        | Pres        | Reti        | Pres   | Reti   |        |
| --------------- | --------------- | --------------- | ---------- | ---------- | --------------- | --------------- | --------------- | ------------------ | ------------------ | ------------------ | ----------- | ----------- | ----------- | ------ | ------ | ------ |
| 2018-2019       | Alavés B        | TD              | 3          | 0          |                 | -               | -               |                    | -                  | -                  |             | -           | -           | 3      | 0      |        |
| 2019-2020       | Alavés B        | SDB             | 16         | 0          |                 | -               | -               |                    | -                  | -                  |             | -           | -           | 16     | 0      |        |
| 2019-2020       | Alavés          | PD              | 1          | 0          | CR              | 0               | 0               |                    | -                  | -                  |             | -           | -           | 1      | 0      |        |
| 2020-2021       | Alavés          | PD              | 5          | 0          | CR              | 0               | 0               |                    | -                  | -                  |             | -           | -           | 5      | 0      |        |
| Totale carriera | Totale carriera | Totale carriera | 25         | 0          |                 | 0               | 0               |                    | -                  | -                  |             | -           | -           | 25     | 0      |        |